# Odontotrypes shokhini
Odontotrypes shokhini är en skalbaggsart som beskrevs av Nikolajev 2009. Odontotrypes shokhini ingår i släktet Odontotrypes och familjen tordyvlar. Inga underarter finns listade i Catalogue of Life.